# Bird Study
Bird Study est une revue scientifique trimestrielle à comité de lecture du British Trust for Ornithology. La revue se spécialise dans les études ornithologiques de terrain, notamment celles qui favorisent la conservation des oiseaux.  Elle publie ainsi des articles sur l'écologie avienne (distribution et abondance des populations, migration, habitats) et les techniques d’étude sur le terrain (baguage, recensement et marquage). La revue rassemble principalement des articles du Paléarctique occidental sans exclure des études d’autres régions du monde. Jusqu’en 1964, la revue se nommait Bird migration.